# Volt egyszer egy vadkelet
A Volt egyszer egy vadkelet egy 2017-ben megjelent Omega-lemez, melyen Kóbor János több nyelven is énekel. A lemez Németországban jelent meg, Magyarországon korlátozott példányszámban volt elérhető.

## Háttere
Az album címének ötletét a Volt egyszer egy Vadnyugat című filmből kölcsönözték, aminek zenéje meghatározó volt az 1960-as években és az együttes tagjait a fiatalságukra emlékeztette. Ugyanezen okból a fiatalságuk időszakából szerettek volna volt NDK-s, illetve lengyel kollégákat meghívni a lemezre közreműködőnek, azonban sokan már nem éltek közülük. Így került a lemezre Józef Skrzek, az SBB együttes tagja, a cseh Olympic zenekar, vagy Dieter Birr a keletnémet Puhdys együttesből.  A lemezre felkerült az 1956-os forradalom 60. évfordulójára készült Ötvenhatos lány és a Radio Luxembourg című dal. Három új dalt írtak az albumra, Immigrant, Good Morning America és Don’t Think About the Fire címmel.

## Kiadásai
- Volt egyszer egy vadkelet (Once Upon a Time in the East) (2017) CD
- Once Upon a Time in the East/Once Upon a Time in Western (2017) 2 CD, a 100 Folk Celsiusszal közösen.

## Az album dalai
1. Also Sprach Zarathustra (Richard Strauss) 1:36
2. Tower Of Babel (Omega – András Trunkos) 3:38
3. Der Grosse Magnet (The Great Magnet) (Dieter Birr – Heinz Rudolf Kunze) 5:21
4. Ötvenhatos lány (The Girl in '56) (2017-es album verzió) (János Kóbor – András Trunkos) 4:42
5. Immigrant (János Kóbor – Tamás Szekeres) 3:50
6. Good Morning America (János Kóbor, George Hill – G. Hill) 3:47
7. Never Feel Shame (János Kóbor – László Benkő) 4:31[* 1]
8. Dziwny jest ten swiat (Strange Is The World) (Czesław Niemen) 4:40
9. Don't Think About The Fire (György Molnár – Hill, Kóbor) 3:32
10. Radio Luxembourg (János Kóbor, Albert Földi – András Trunkos) 4:48
11. Jasná zpráva (Clear Direction) (Petr Janda) 4:10
12. Tomorrow (János Kóbor – Péter Sülyi, Edwin Balogh, Attila Horváth) 3:54
13. Still Loving You (Rudolf Schenker – Klaus Meine) 5:08
14. White Dove (Gyöngyhajú lány) (Gábor Presser – Anna Adamis, K. Meine, R. Schenker) 4:38[* 2]

## Közreműködők
- Benkő László
- Debreczeni Ferenc
- Kóbor János
- Molnár György
- Szekeres Tamás
- Szöllössy Katalin
- Földi Albert
- Csordás Levente
- Minya Vivien
- Dieter „Machine” Birr
- Petr Janda
- Józef Skrzek
- 100 Folk Celsius (a dupla CD kiadáson)
- Edwin Balogh
- Keresztes Ildikó